# The Herd
The Herd (dt. die Herde) war eine britische Rockband, die 1967 und 1968 einige erfolgreiche Lieder hatte. 

## Werdegang
Terry Clark (Gesang), Andy Bown (Bass), Tony Chapman (Schlagzeug) und Gary Taylor (Gitarre) hatten die Band 1965 in Beckenham
(London) gegründet. Clark verließ 1967 die Band und wurde durch Peter Frampton (Gitarre, Gesang) ersetzt. Taylor wechselte an den Bass und Andy Bown übernahm die Keyboards. Am Schlagzeug saß inzwischen Andrew Steele.
Nach einigen erfolglosen Singles entstand in Zusammenarbeit mit den Songschreibern Ken Howard & Alan Blaikley, die auch für etliche Erfolge von Dave Dee, Dozy, Beaky, Mick & Tich verantwortlich waren, eine Reihe von Hits, darunter From the Underworld (1967, Platz sechs in den britischen Singlecharts), Paradise Lost, (1968, Platz 15) und I Don't Want Our Loving to Die (1968, Platz fünf).
Danach ließ der Erfolg nach und die Band löste sich allmählich auf. Zunächst ersetzte Henry Spinetti Schlagzeuger Steele. Frampton verließ die Gruppe, um mit Steve Marriott die Band Humble Pie ins Leben zu rufen. Den Gesang übernahm daraufhin Andy Bown. Nachdem weiterer Erfolg ausblieb, lösten sich The Herd 1971 auf. Ein zweites Album, das noch mit Frampton aufgenommen wurde, blieb unveröffentlicht.
Bown und Spinetti gründeten mit den Saxofonisten Mike Smith und Allen Jones von Amen Corner sowie dem Sänger Adrian Williams die kurzlebige Band Judas Jump. 1971 produzierten Taylor, der mittlerweile als Discjockey arbeitete, und Steele die Single You Got Me Hangin' From Your Lovin' Tree. 
Seit 1976 ist Andy Bown Mitglied der Gruppe Status Quo. Gary Taylor schloss sich der Band von Gerry Rafferty an und wirkte an dessen Welthit Baker Street mit.

## Erwähnenswertes
Der Musiker Bob Young war Ende der 1960er Jahre kurzzeitig als Bühnenarbeiter (Roadie) für The Herd tätig. Er wurde aber von Status Quo abgeworben, für die er Tourneemanager wurde. Für Status Quo war er anschließend viele Jahre tätig und stieß dort 1976 wieder auf Andy Bown, mit dem er vereinzelt auch Songs zusammen schrieb.